# Маркалью, Гатьен
Гатьен Пьер Жозеф Фердинан Маркалью́ д’Эмерик (фр. Gatien Pierre Joseph Ferdinand de Marcailhou d'Aymeric; 18 декабря 1807, Акс — 25 декабря 1855, Париж) — французский композитор и пианист, основоположник французского вальса.
У своего отца, музыканта-любителя, выучился виртуозной игре на переносном органе-регале. Учился в коллеже в Тулузе, в дальнейшем профессионально изучал медицину, в 1831 г. получил в Монпелье диплом врача и практиковал в городе Легевен. Затем, однако, решил всё же посвятить себя музыке и в 1834 году отправился в Париж, чтобы брать уроки фортепиано у Сигизмунда Тальберга.
Гатьену Маркалью принадлежит 144 лёгкие пьесы для фортепиано — вальсы, мазурки, кадрили, польки и т. п., частично собранные в сборнике «Современная школа пианиста. Теоретическое, аналитическое и практическое пособие для введения в композиции Тальберга и его школы» (фр. École moderne du pianiste. Traité théorique, analytique et pratique pour servir d'introduction aux compositions de Thalberg et de son école; 1848). Он также опубликовал учебное пособие «Искусство сочинять и исполнять лёгкую фортепианную музыку» (фр. L'art de composer et d'exécuter la musique légère au piano; 1852).
Вальсы Маркалью пользовались особенным успехом в середине XIX века. Среди них выделяются «Королевская охота» (фр. La Chasse royale; 1846), «Поток» (фр. Le Torrent; 1846, был популярен также в скрипичной аранжировке Адольфа Эрмана), «Индиана» (1840), посвящённая Жорж Санд, с которой композитор приятельствовал, и названная в честь её одноимённого романа, и «Кларисса Харлоу», названная в честь героини знаменитого романа Сэмюэля Ричардсона. Эти сочинения стали приметой времени и в этом качестве попали в мемуарные произведения рубежа столетий — в частности, в воспоминания Франсуа Коппе. Вальсы Маркалью проникли и в Россию, о чём свидетельствует стихотворение Михаила Кузмина «Мои предки» (1907), в котором упоминаются девушки минувшего века, «с чувством играющие вальсы Маркалью, / вышивающие бисером кошельки / для женихов в далёких походах, / говеющие в домовых церквах / и гадающие на картах».
Незадолго до смерти Маркалью к нему был направлен показать свои исполнительские навыки юный Габриэль Форе, чей отец преподавал в гимназии вместе с братом старшего композитора; спустя 70 лет Форе с удовольствием вспоминал об этом по просьбе племянника Маркалью, отмечая, что Маркалью тепло напутствовал его и был подлинной знаменитостью.
Альбом с 16 вальсами Маркалью записал в 2007 году пианист Александр Сорель.